# Bodegas Graffigna
Bodega Graffigna es una empresa argentina oriunda de la provincia de San Juan. Se trata de una empresa con una larga trayectoria en esa provincia que fue fundada por inmigrantes italianos (genoveses). Actualmente posee importantes viñedos ubicados en forma adyacente a la bodega y otros en los departamentos Pocito y Sarmiento. 

## Historia
En 1865 arribó a la Argentina Don Juan Graffigna. Este inmigrante de origen italiano no sólo traía consigo una gran experiencia vitivinícola ganada en su país natal, sino también excelentes variedades de uvas europeas, que incorporó en suelos argentinos, con características ideales para el cultivo de la vid.
Más tarde, Juan Graffigna convocó a su sobrino, Santiago Graffigna, quien también fue un inmigrante del mismo origen. 
Santiago comenzó en 1876 con las actividades de la bodega. Por entonces el negocio se caracterizaba por ser más que reducido, especialmente por la insuficiencia de medios de transporte. Se producía vino blanco y tinto de uva originaria de Francia, genéricos de alta calidad, los cuales se vendían en cascos. También aparecieron los primeros “generosos”; uno de los primeros productos fue el oporto “Don Santiago”.
Con la llegada del ferrocarril a la ciudad de San Juan, en 1885, trajo el progreso, las ventas de la bodega, que ya tenían mercado externo, se multiplicaron por diez. Se introdujeron modernas máquinas y técnicas de elaboración, y se comenzó a producir vinos de mayor calidad.
Bodegas Graffigna en la actualidad ejecuta un fuerte plan de inversión que incluye la incorporación de tecnología agroindustrial de última generación, equipamiento y modernas técnicas de elaboración, que nos permiten aumentar la capacidad de producción y almacenamiento exportando todos sus productos a más de cuarenta países

## Viñedos
La mayoría de sus viñedos se encuentran ubicados en el centro sur de la provincia de San Juan, en el Valle del Tulúm, la Bodega tiene sus dos grandes viñedos, uno en departamento Pocito y otro en Cañada Honda y Pedernal en el departamento Sarmiento. Sus viñedos están situados entre 700 y 1600 metros sobre el nivel del mar.
- Valle de Pedernal: altitud es de 1400 metros sobre el nivel del mar. Variedades cultivadas:  Cabernet, Malbec y Chardonnay.

- Pocito: altitud 600 metros sobre el nivel del mar. Variedades: Cabernet Sauvignon, Syrah, Chardonnay.

- Cañada Honda: altitud 1200 metros sobre el nivel del mar. Variedades: Cabernet Sauvignon, Malbec y Merlot.

## Museo
En noviembre de 2003 se inauguró el Museo Santiago Graffigna, proyectado y construido por la Arquitecta Adriana Piastrellini, para preservar el patrimonio y la tradición de los fundadores. 
El museo cuenta con una sala de recepción destinada a Don Santiago y su numerosa familia, un  sector de viñas con efectos de sonidos donde se explica lo que era la vendimia por entonces y el clima de 
la provincia para el cultivo de la vid. También se puede recorrer la  sala histórica donde se presenta el proceso completo de la elaboración del vino, la zona de las antiguas oficinas, la capilla replica de la capilla de Ullum. Luego del Patio de Cubas el recorrido finaliza en el Wine Bar, ambientado con originalidad, para quienes quieran 
llevarse un recuerdo de la visita o degustar los vinos que elabora la bodega.
Bodega Bórbore